# Dorsum Cushman
Der Dorsum Cushman ist ein 80 km langer Dorsum auf dem Erdmond. Es befindet sich im Mare Fecunditatis, südwestlich des Kraters Taruntius, zu dem es radial hin verläuft. 
Der Meeresrücken wurde 1976 nach dem amerikanischen Mikropaläontologen Joseph Augustine Cushman  benannt.